# Квіти ромена
«Квіти ромена» — українська пісня 1964 року, шлягер 1960—1970-х років, платівка з нею вийшла мільйонним тиражем («Мелодія», м. Москва, 1968).
Автор слів Борис Демків, автор музики Владислав Толмачов.
Одна з перших виконавець — Валентина Купріна.
«Квіти ромена» — також однойменна збірка ліричних пісень Бориса Демківа.

## Популярність пісні
У 1967 році Чортківська кондитерська фабрика на Тернопільщині розробила технологію і почала випускати шоколадні цукерки з назвою «Квіти ромену».
У 1968 році парфуми «Квіти ромена» почала випускати Харківська парфумерна фабрика.
Окрім радянських виконавців її виконували Джордж Мар'янович, Радмила Караклаїч, Карел Ґотт, Лілі Іванова, Анна Герман.